# Zoll- und Binnenhafen Mainz
Der Zoll- und Binnenhafen der Stadt Mainz war einer der vier Mainzer Häfen, die sich unterteilen in drei Hafenbetriebe: Zoll- und Binnenhafen (Ingelheimer Aue), Rheinreede (Mainz-Weisenau) und Industriehafen (Mombach), sowie dem Freizeitgebiet Winterhafen. Das kommerzielle Hafengebiet erstreckte sich von Rheinkilometer 499,100 bis 503,701.

## Geschichte

### Römische Zeit
An der Stelle befand sich der römische Kriegshafen und ein Zentrum für Kaufleute mit Lagerhallen und Speichern. Das Gebiet ist als „Dimesser Ort“ (nach St. Theonest) bekannt. Man vermutet, dass sich hier die ersten Christen im römischen Mogontiacum aufhielten.

### 19. Jahrhundert

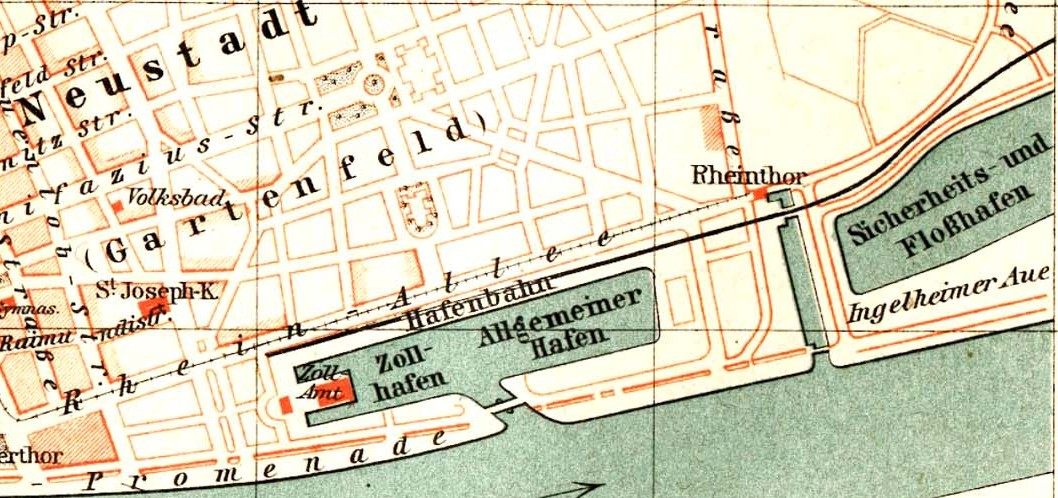
Landkarte aus dem 19. Jahrhundert

Der Mainzer Weinkaufmann Heinrich von Mappes setzte sich persönlich gegenüber Napoléon Bonaparte für die Wiederherstellung des Mainzer Freihafens und die Errichtung eines Zolllagers am Kurfürstlichen Schloss ein. Der Mainzer Stadtplaner Eustache de Saint-Far ließ daher 1809 die Martinsburg zugunsten des Brücken- und Hafenbaus abtragen. Dies gehörte zu den Infrastrukturmaßnahmen für den Kanton Mainz im damaligen Ostfrankreich. Aus den beim Abbruch gewonnenen Steinen wurde die Schiffswinterung direkt beim Zollamt am ehemaligen Kurfürstlichen Schloss errichtet.
1804 begann mit der Rheinschiffahrtskonvention die Regulierung der wichtigsten Wasserverkehrsstraße Europas. Man einigte sich auf eine durchgängige Breite des Flusses von 500 Metern. 1815 forderte die Schlussakte des Wiener Kongress die Schifffahrtsfreiheit für internationale Gewässer und für den Rhein die Einrichtung einer Kommission. Diese Zentralkommission für die Rheinschifffahrt tagte erstmals 1816 in Mainz. Am 31. März 1831 vereinbarte man die Mainzer Akte. 1861 wurde die Kommission nach Mannheim verlegt. Am 17. Oktober 1868 wurde die Mannheimer Akte von Baden, Bayern, Frankreich, Hessen, Niederlande und Preußen unterzeichnet, die in ihren Grundsätzen bis heute gültig ist.
Der Zoll- und Binnenhafen entstand im Zuge dieser Rheinregulierung mit umfangreichen Uferaufschüttungen nach den Plänen von Stadtbaumeister Eduard Kreyßig zwischen 1880 und 1887. Diese lösten das Kurfürstliche Schloss, welches bis 1886 zum Teil als Lagerhaus des angrenzenden Freihafens dienen musste ab. Die Gleisanlagen gewährleisteten die Verbindung zum Eisenbahnnetz. Die Hafenbauten und Niederlagsräume im Norden der Stadt wurden mit einem Kostenaufwand von 5 Millionen Mark hergestellt und 1887 dem Verkehr übergeben.
Der heutige Industriehafen wurde 1882 bis 1887 als Floßhafen angelegt, indem der Rheinarm zur Ingelheimer Aue teilweise zugeschüttet wurde, um stromaufwärts das Becken für den Mainzer Zoll- und Binnenhafen zu schaffen. Im Jahr 1885 kamen in Mainz 7887 Schiffe (darunter 3930 Dampfschiffe) und 1032 Flöße mit 181.276 Tonnen Ladung an. Die Holzflößerei war zu jener Zeit ein bedeutender Wirtschaftszweig.
Ein weiterer Hafen, damals der Hessischen Ludwigsbahn gehörig, ist gegenüber von Mainz, an der Mainmündung bei Gustavsburg, erbaut worden.
Der Handel in der Gründerzeit war besonders lebhaft bezogen auf Bücher und Musikalien, Getreide, Mehl, Öl, Wein und Industrie-Erzeugnisse.

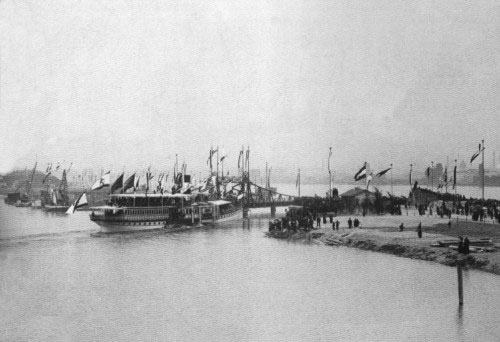
Einweihung des Zollhafens am 6. Juni 1887
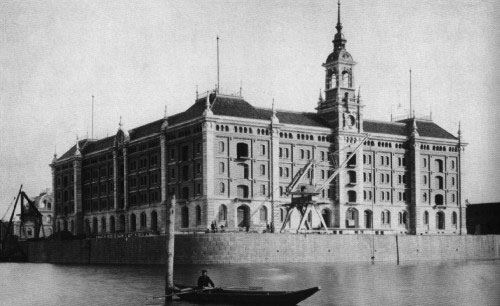
(1890) altes Speichergebäude im Zollhafen
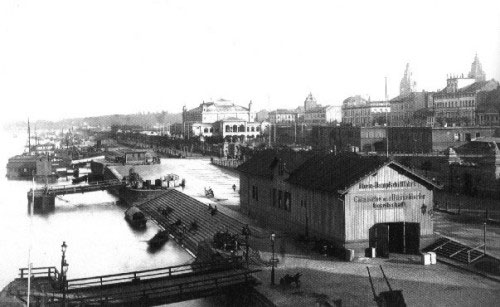
(1900) im Bildhintergrund die Stadthalle und der Mainzer Dom (Mitte rechts)
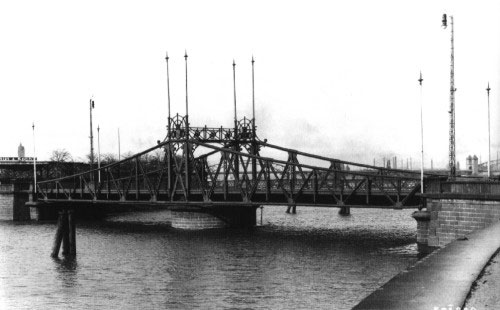
-(1900) Drehbrücke im Zollhafen
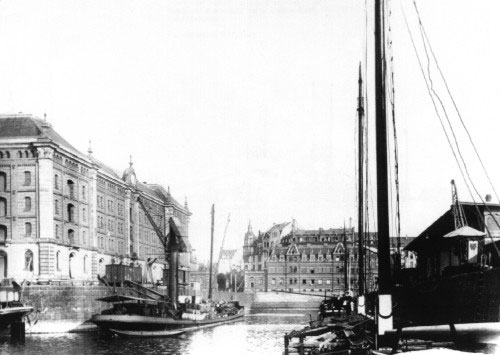
(1901)
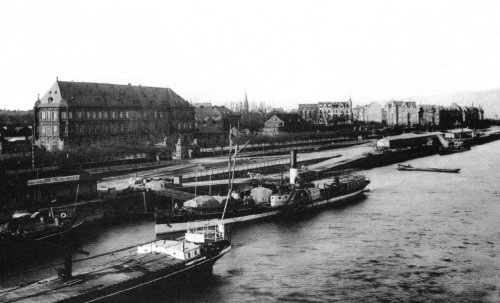
(1902)
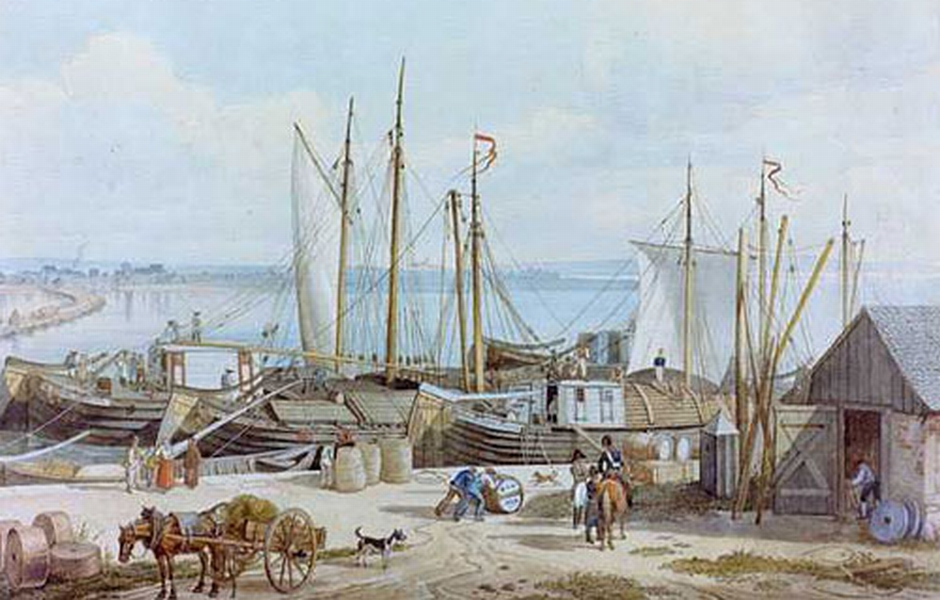
Entladung von Schiffen Mitte des 19. Jahrhunderts.

### 20. Jahrhundert
Zum 1. Oktober 1940 ging der Betrieb der Hafenbahn von der Stadt Mainz auf die Deutsche Reichsbahn über.
Nach dem Zweiten Weltkrieg verkleinerte man das nördliche Hafenbecken des Industriehafens, indem es mit Kriegsschutt aufgefüllt wurde.
Mitte der 80er Jahre verlor der Stückgut- und Massengutumschlag an Bedeutung gegenüber dem Container-Umschlag, der hauptsächlich rheinseitig abgewickelt wird.
Die noch teilweise erkennbaren Kaimauern aus Basaltlava und die am südlichen Rand des Hafenbeckens befindlichen Treppenanlagen haben sich aus der Erbauungszeit erhalten. Ebenso sind heute noch das ehemalige Maschinen- und Kesselhaus (heutige Kunsthalle Mainz) sowie das Weinlagergebäude auf der Südmole vorhanden.

### 21. Jahrhundert
Im Jahr 2011 hatten die Hafenbetriebe eine Fläche von 30 ha. 2006 hatte der Zoll- und Binnenhafen einen Umschlag von 1,43 Mio. t. Er wurde von 1.381 Schiffen angefahren. Im Ranking des Containerumschlags der zehn wichtigsten Häfen der Binnenschifffahrt stand Mainz mit 112.964 TEU auf Platz fünf der umschlagsstärksten Binnenhäfen in Deutschland.
Der Containerumschlag wurde rheinabwärts auf die Ingelheimer Aue verlegt. Der Umzug der letzten Container fand 2011 statt. Das attraktive Hafengelände wird seitdem zum Wohn- und Bürogebiet ausgebaut. In das Maschinen- und Kesselhaus am Hafen – erbaut 1887 – ist 2008 die städtische Kunsthalle eingezogen. Das historische Weinlager auf der Südmole wurde kernsaniert und in Büroraum umgewandelt. Die Bebauung weiterer Abschnitte des Zollhafens begann 2013. Bis 2017 wurde ausschließlich der südliche, der Altstadt zugewandte Teil bebaut und der nördliche Teil von Lagerbauten befreit. Aufgrund der Größe der vermarkteten Baufelder und den stark gestiegenen Grundstückspreisen kamen bisher ausschließlich gewerbliche Immobilienvermarkter zum Zug. Im voll ausgebauten Zustand soll der neue Bereich der Neustadt Platz für ca. 1.400 Bewohner aufweisen. Zu einem Wohngebiet umgewandelt, wehren sich Anwohner in einer Bürgerinitiative gegen den geplanten Neubau einer Schiffsliegestelle von bis zu 16 Frachtschiffen mit Tag- und Nachtbetrieb direkt vor den neuen Wohnhäusern sowie einen Autoabsetzplatz vor dem Feldbergplatz. Sie erwarten erhebliche Lärm- und Abgasemissionen sowie einen versperrten Blick auf den Rhein für die gesamte Mainzer Neustadt und fordern eine bislang nicht erfolgte Umweltverträglichkeitsprüfung.

## Bedeutung
In den Mainzer Häfen wurden schwerpunktmäßig Container, Sand, Kies und Getreide umgeschlagen. Hierzu kommt der Umschlag von Produkten der Mineralölindustrie.
Die Steuer- und Zollbestimmungen erforderten damals die Trennung des Hafengeländes mittels eines Eisengitterzaunes vom übrigen Stadtgebiet. Nur so ließ sich der Warenan- und -abtransport kontrollieren.

## Gebäude
Als imposantes Hafengebäude entstand 1894 auf der im Süden gelegenen Landzunge zwischen den beiden Treppenanlagen das fünfgeschossige Lagerhaus des Steueramtes. Es wurde 1968 abgebrochen. Zurzeit  ist das höchste Gebäude das denkmalgeschützte Weinlager am Hafengarten, das nach Entkernung 2011 umgebaut wurde und seit Mai 2012 unter anderem der Sitz der Bundesgeschäftsstelle des Verbands Deutscher Prädikatsweingüter (VDP) ist.

## Ausrüstungen und Umschlaganlagen
- Containerbrücken mit einer Hubkraft bis zu 40 t (5×)
- Löscheinrichtungen für Mineralölprodukte (2×)
- pneumatische Anlagen für Getreide und Ölsaaten (2×)

## Infrastruktur
Mit der Hafenbahn und über die Rheinallee, mit Anbindung über Mombach zu den Autobahnen über die A 643, sind die Hafenbetriebe gut und kostengünstig mit den wichtigsten Absatz- und Beschaffungsmärkten im In- und Ausland verbunden und leisten einen wichtigen Beitrag zur Entlastung der Straßen im Güterfernverkehr.
Im bundesweiten Vergleich liegt der Mainzer Containerhafen gemessen am Gesamtumschlagsvolumen unter den ersten 10 von insgesamt 100 Binnenhäfen in Deutschland.

## Neues Container-Terminal
Aufgrund des wirtschaftlichen Strukturwandels standen die Flächen des Mainzer Zoll- und Binnenhafens zur Disposition. Das alte Hafengebiet ist für eine städtebauliche Entwicklung als neuer Teil der Mainzer-Neustadt vorgesehen. An seiner Stelle wird ein neues Stadtquartier mit Kulturspange Kunsthalle Mainz am alten Kesselhaus als Eventstätte und Marina entstehen.
Mit der Fertigstellung des neuen, leistungsfähigeren Containerterminals in der Höhe von Rheinkilometer 501 auf der Ingelheimer Aue nördlich der Kaiserbrücke im Frühjahr 2011 wurde der innenstadtnahe Zollhafen aufgegeben. Die Schaffung eines ausreichenden Flächenpotenzials für das neue Container-Terminal wurde zwischen der Betreiberfirma Frankenbach und der Stadtwerke Mainz AG als Grundstückseigentümer vereinbart, um eine Anlage zu schaffen, deren Areal langfristig Erweiterungsoptionen besitzt. Auf einer Länge von ca. 522 m an der Uferzone entstand eine neue Rheinreede. Diese ist durch die parallel verlaufende Hafenbahn hervorragend für eine neue Kaianlage geeignet und bietet somit optimale Voraussetzungen für eine trimodale Umschlagsanlage für kombinierten Ladungsverkehr.
Die Nutzfläche des heutigen Areals beträgt etwa 80.000 m², die für eine Lagerung von 10300 TEU geeignet sind. Vier flussseitige Containerbrücken und eine landseitige Containerbrücke ermöglichen den Umschlag von 454.400 TEU p. a. Neben den Zugbewegungen sind etwa 700 LKW-Bewegungen pro Tag vorgesehen. Für den Umschlag von Reefern stehen nach der Inbetriebnahme 36 feste Kühlanschlüsse zur Verfügung, deren Kapazität verdoppelt werden kann.
Den neuen Anschluss über die Hafenbahn hat das Land Rheinland-Pfalz mit 9 Millionen € subventioniert. Die übrigen Kosten von 21 Millionen € teilen sich der Betreiber Frankenbach (75 %) in Zusammenarbeit mit der Unternehmensgruppe Stadtwerke Mainz AG (25 %) als Grundbesitzer. Die Hafen-zu-Hafen Transportzeiten zum Hafen Rotterdam betragen 24 h talwärts und 60 h bergwärts ab Rotterdam.

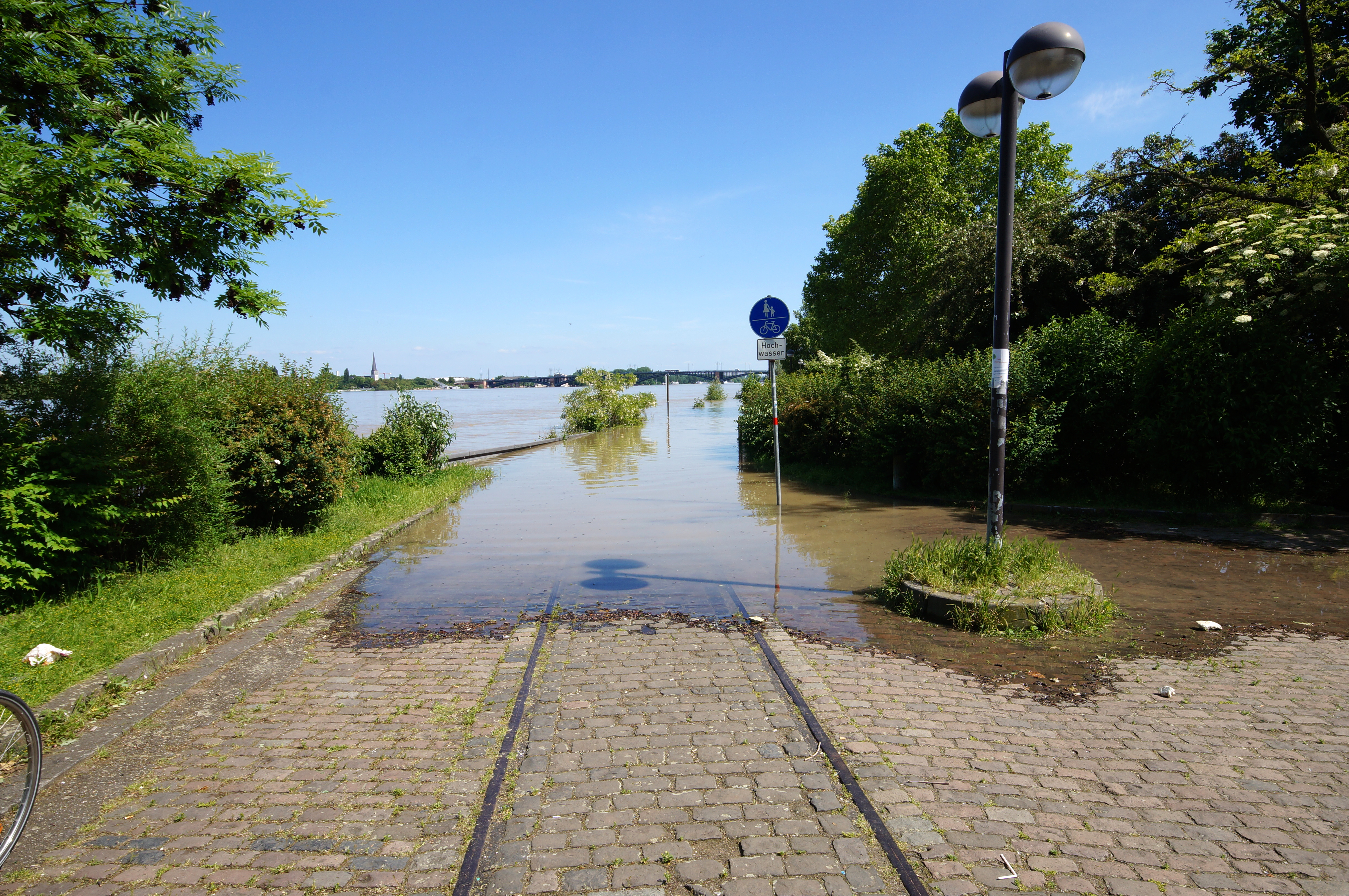
Überflutete Bahngleise am Zoll- und Binnenhafen Mainz während des Hochwassers in Mitteleuropa 2013
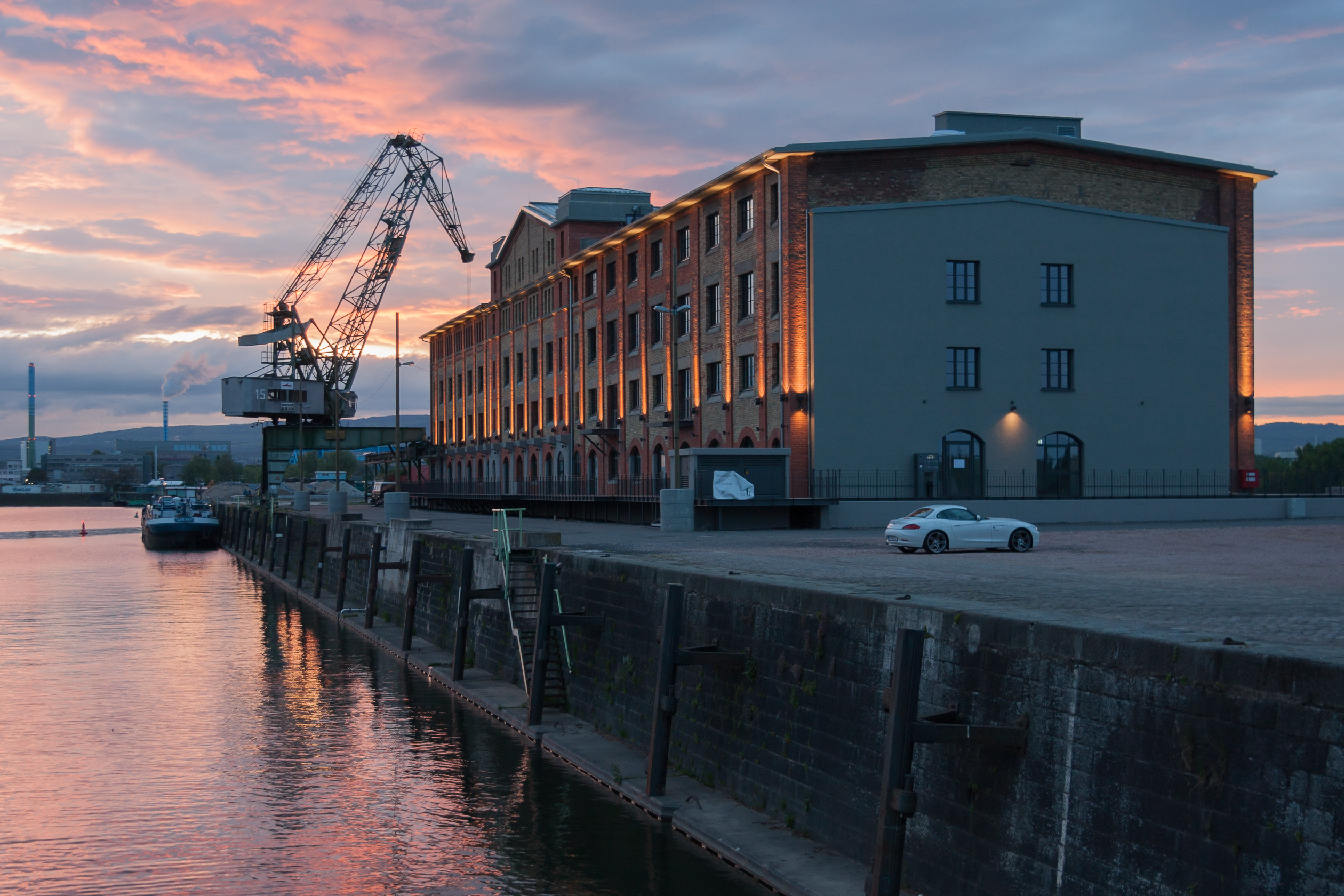
Das Weinlagergebäude im Hafen
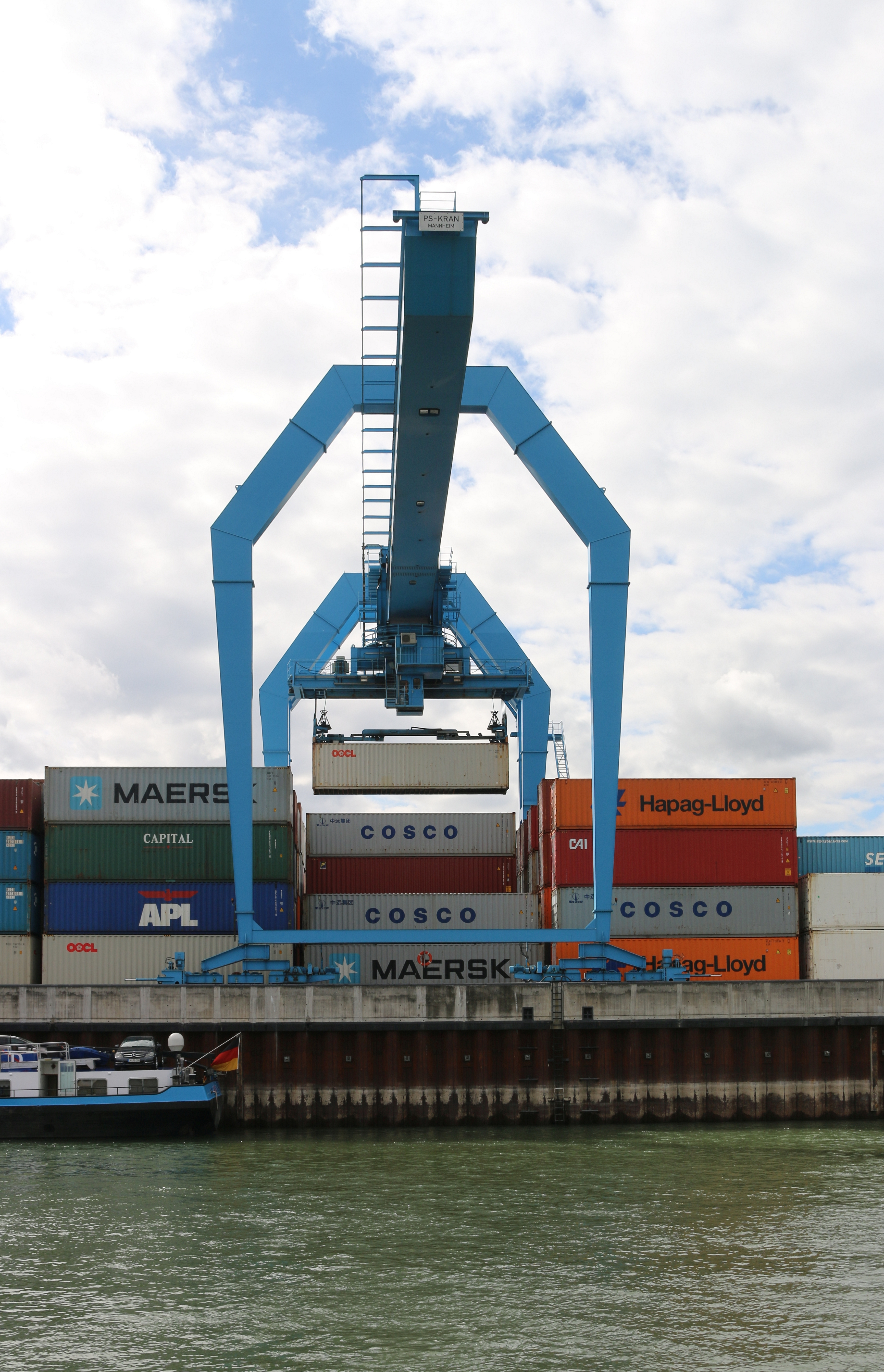
Containerverladung am Mainzer Hafen
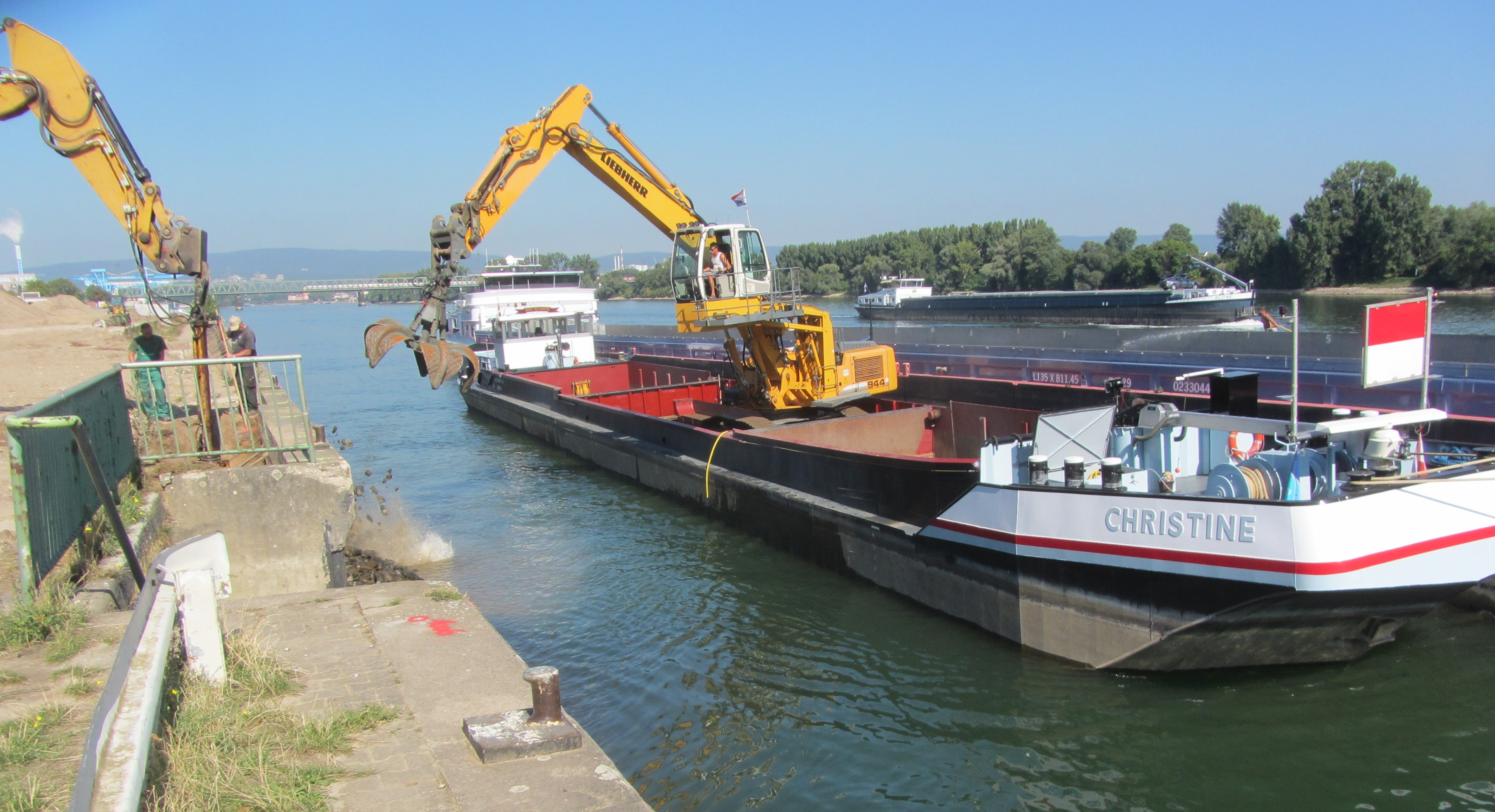
Aufschüttung einer Uferbefestigung an der Kaimauer zum Rhein hin
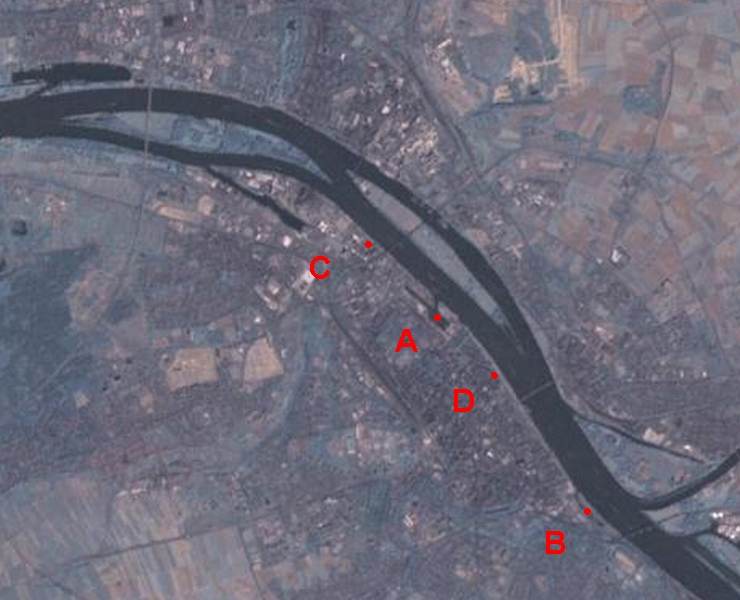
Häfen auf einem Satellitenbild
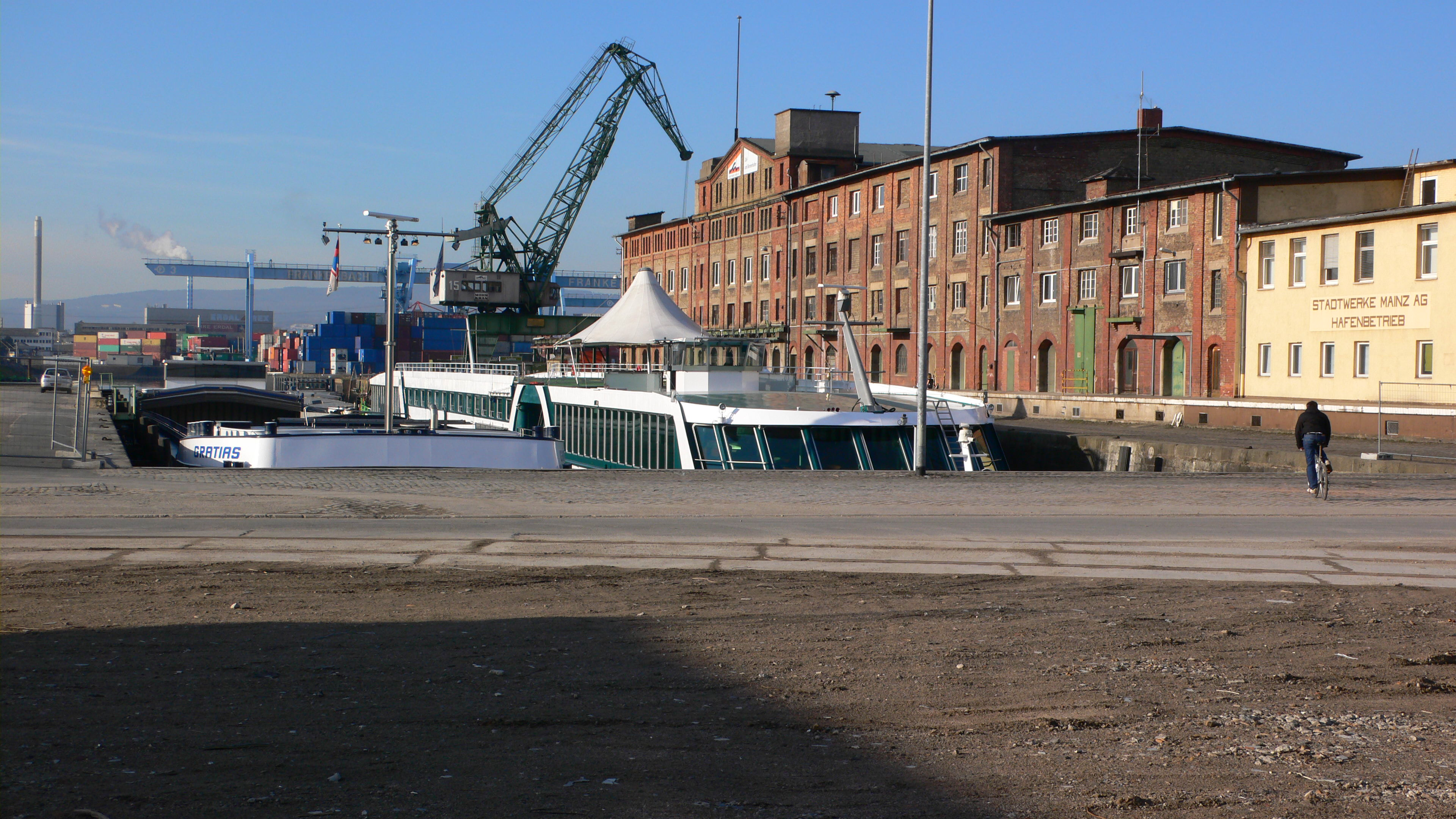
Ladekran im Zollhafen (Baujahr 1961)